# Canal del Guadarrama
El canal del Guadarrama es una infraestructura hidráulica inconclusa, realizada a finales del siglo XVIII, cuyos restos se conservan en la parte noroccidental de la Comunidad de Madrid (España), en los términos municipales de Galapagar, Las Rozas de Madrid y Torrelodones.
Mediante esta obra, se pretendía realizar un canal navegable de 667 km de longitud, que salvando un desnivel de 700 m, hubiese unido fluvialmente la ciudad de Madrid con el río Guadalquivir en Sevilla, para desde allí y aprovechando este río navegable, llegar hasta el océano Atlántico, comunicando las aguas de cuatro ríos principales: el Guadarrama, el Manzanares, el Tajo y el Guadalquivir. Solo pudieron ejecutarse los primeros 25 km del canal y la presa de El Gasco, su embalse regulador.

## El proyecto
El punto de origen del canal era la presa de El Gasco, situada en la confluencia de los términos municipales de Torrelodones, Galapagar y Las Rozas de Madrid (Madrid). La función de este embalse era derivar agua desde el Guadarrama hasta el Manzanares, a la altura de Madrid, con objeto de poder aumentar el caudal de este canal y hacer factible su navegación.    Una función adicional del canal del Guadarrama era su navegación para poder transportar piedra desde la sierra lasta las numerosas obras que se estaban construyendo en tiempos de Carlos III en Madrid y Aranjuez.   A tal efecto, el canal sería navegable desde el Gasco hasta Madrid, y para ello se construyó un solo  camino de sirga  por el lado derecho del canal, ya que en este tramo, el canal sería navegable con carga, principalmente en sentido descendente.  

El canal se unía posteriormente con el Jarama hasta llegar a Aranjuez (Madrid) y al río Tajo. Se dirigía después a Tembleque (Toledo) y, sin salir de la provincia toledana, conectaba con una nueva presa, que se había proyectado construir sobre el cauce del Riansares, cerca de Corral de Almaguer. Según el plan previsto, era necesario que este río aportara la totalidad de su caudal, para facilitar la remontada de la depresión del Tajo.
A su paso por La Mancha, el canal confluía con el Cigüela y el Záncara para después entroncar con un canal subsidiario, surtido de las aguas del Jabalón, mediante una presa de captación localizada en los alrededores de Villanueva de los Infantes (Ciudad Real).
Pasado Almuradiel (Ciudad Real), recibía las contribuciones de los ríos Cabezomalo y Magaña, antes de atravesar el desfiladero de Despeñaperros. Superado este punto, se unía con el Guarrizas, el Guadalén y el Guadalimar, hasta llegar a Córdoba y Sevilla, confluyendo con el Guadalquivir, río que es navegable desde esta última ciudad hasta su desembocadura en Sanlúcar de Barrameda (Cádiz).
Carlos Lemaur recurrió en su proyecto a un sistema de esclusas económicas, previamente ensayado en el canal de Ypress (Francia), mejorado por Lemaur para reducir el gasto de agua a la cuarta parte y que hubiese permitido salvar los desniveles del terreno y las divisorias atravesadas por el canal. Las de mayor dificultad técnica se encontraban en Tembleque (Toledo) y en los altos del río Jabalón, en la provincia de Ciudad Real.

## Descripción

### Tramo inicial
Del tramo de unos 25 km que pudo ejecutarse, desde la presa de El Gasco hasta el pueblo de Las Rozas de Madrid, se conservan en buen estado diferentes restos, localizados, en su mayor parte, en el término municipal de Las Rozas de Madrid y Torrelodones, concretamente en las urbanizaciones Molino de la Hoz y Monte Verde, así como en la Dehesa de Navalcarbón. 

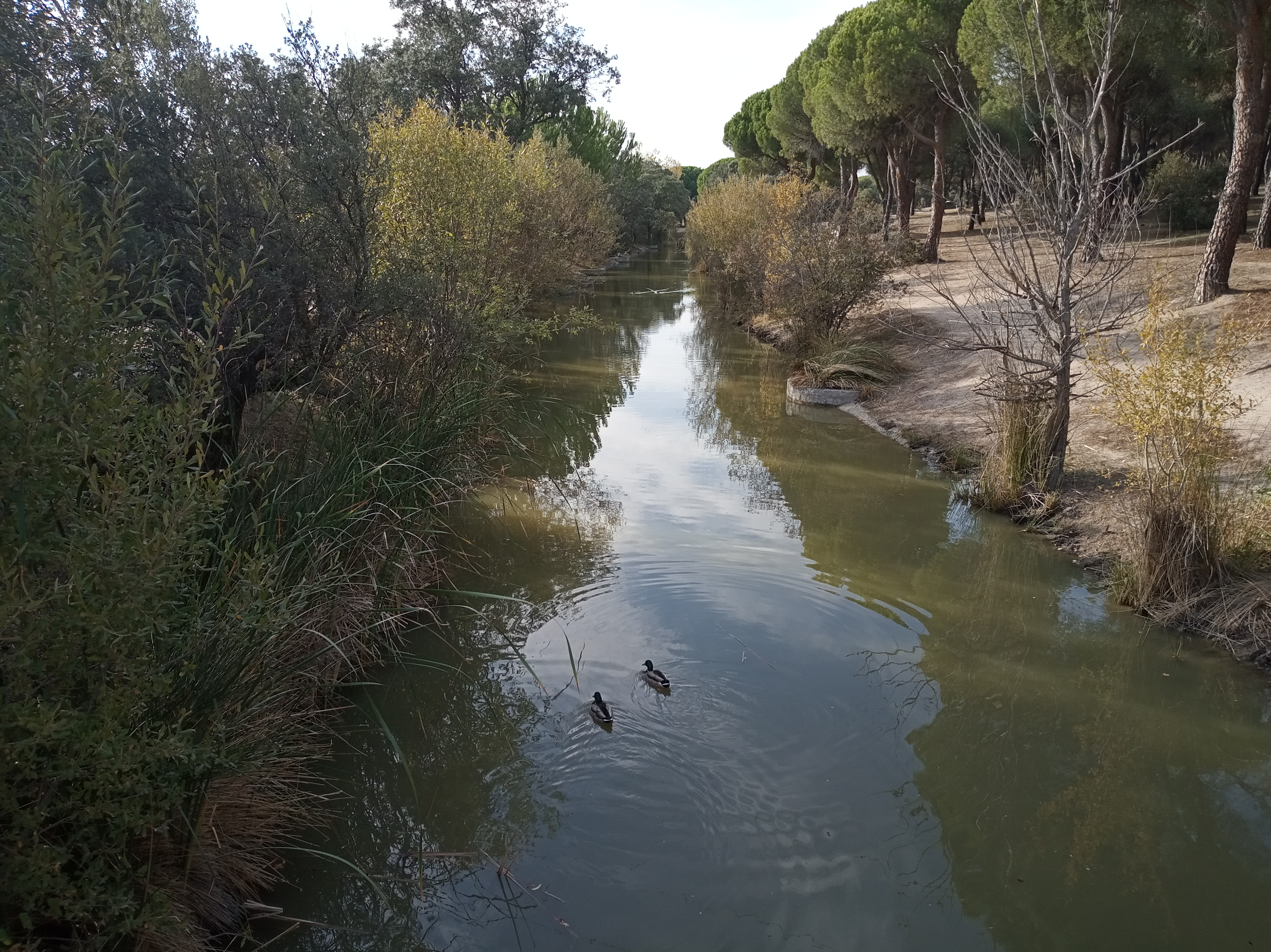
Canal del Guadarrama rehabilitado en la Dehesa de Navalcarbón, Las Rozas de Madrid

La caja del canal tiene una anchura de 7,5 a 8 m en la base y de 12 a 15 m en la coronación y una altura de entre 2 y 2,5 m.   Bordeando el canal por su parte derecha se construyó un camino de sirga o camino de servicio del canal. 

Aparte de la presa, los vestigios más importantes del canal, que se conservan actualmente, son la caja del canal, el camino de servicio y los acueductos.   El cajeado, se mantiene prácticamente entero en unos 12 km pero ha sido destruido en el resto.  El camino de servicio se conserva en unos 10 km y ha desaparecido o se encuentra en estado precario en el resto.    De los 41 acueductos construidos para salvar los arroyos que cruza, se conservan en regular estado 19, habiendo sido los demás destruidos o soterrados por las arroyadas.   Todos ellos están soterrados aguas-arriba, siendo algunos de ellos bien visibles aguas-abajo.  Se trata de pequeños acueductos, a través de los cuales se daba paso inferior a los riachuelos y arroyos con los que el canal se cruzaba.  También se conservan los muros de la casa principal de las denominadas Casas del Canal, situadas en el cerro de La Isabela, donde se alojaban los Ingenieros y otro personal técnico, y otras tres casas de menor porte.
En la Dehesa de Navalcarbón, el Ayuntamiento de Las Rozas de Madrid ha llenado de agua distintos tramos del cajeado, mediante la desviación de un arroyo próximo, que garantiza un flujo constante.  No obstante, la restauración realizada no ha respetado algunos de los aspectos originales del canal y se han mezclado elementos originales con otros modernos sin diferenciarlos.

### Presa de El Gasco
La presa de El Gasco se levanta en una cerrada del río Guadarrama, en el estrecho de la Peña, junto al monte de El Gasco, incluido en la actualidad dentro del Parque Regional del curso medio del río Guadarrama y su entorno. Fue proyectada como la más alta del mundo en su momento, con un total de 92 m (330 pies castellanos), de los cuales sólo pudieron construirse 53 m.    Si se hubiera terminado, hubiera sido con diferencia la mayor presa del mundo en la época, con sus casi 92 m de altura y 251 m de longitud.    

Aun así, en la situación en la que quedó esta presa, con una altura de 53 m, llegó a ser en la realidad la presa más alta del mundo, ya que quien ostentaba el título en aquella época era la presa de Tibi (Alicante), en el río Monegre.   Esta presa empezó a construirse en 1580 por los regantes y se paralizó 4 años después.   No se terminaría hasta que Felipe II adelantó los fondos para su terminación y aunque no se construyeron los 52 m de altura proyectados, se dio por terminada en 1594 cuando tenía una altura de 42,7 m lo que la convirtió en la presa más alta del mundo.  

La presa del Gasco era una novedad Histórica en su tiempo, ya que se pasaba del diseño habitual de presas de gravedad o arco-gravedad, de mampostería maciza, de 12 a 28 m de altura (con la excepción de la presa de Tibi) reforzadas con contrafuertes, y con muro aguas-abajo escalonado, al diseño de una presa también de gravedad, de planta trapezoidal, con 2 muros de mampostería unidos por muretes transversales también de mampostería, con celdas de relleno de tierra y piedras,  sin contrafuertes ni escalonamiento en el muro aguas-abajo, y de 92 m de altura, que por lo tanto, duplicaba la altura de la presa más alta del mundo en la época.  

El muro que se conserva tiene una longitud de 154 m (128 m hasta el estribo de poniente) y una anchura de 72 m en la base y de 32 m en la parte superior. El paramento de aguas arriba, el mejor conservado, tiene una inclinación de 60°, mientras que en el de aguas abajo se roza la vertical. Una parte de este último se encuentra arruinado, tras la tormenta acaecida el 14 de mayo de 1799, que dejó al descubierto sus muros transversales y juntas laterales. 

El río Guadarrama salva la presa mediante una bóveda de cañón, de 8 m de ancho por 12 m de altura y 72 m de longitud, abierta en su base.    Los dos muros (anterior y posterior) y los muretes transversales, están realizados en mampostería de granito, ligada con cal.

## Historia

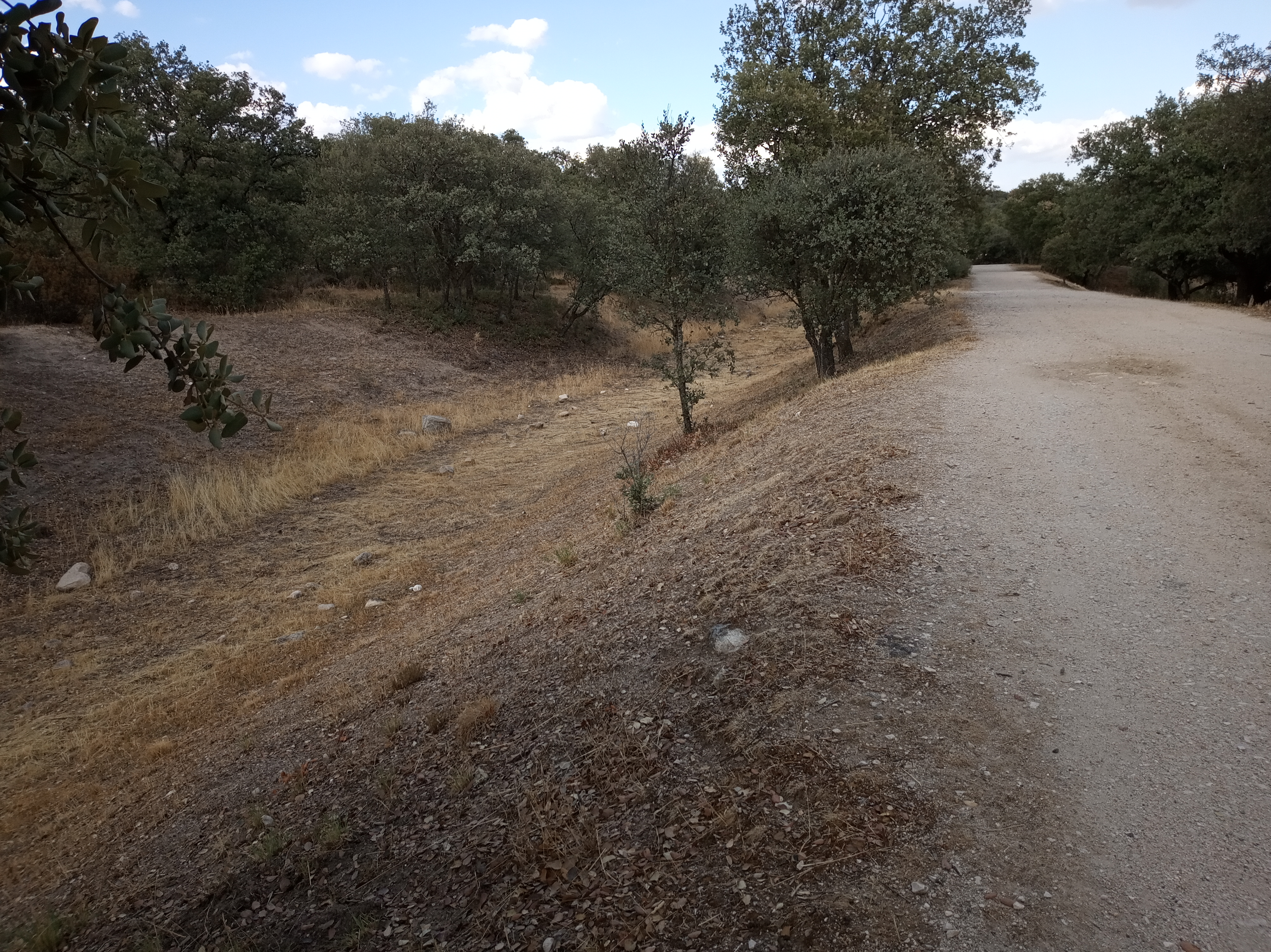
Canal del Guadarrama y Camino de Sirga en Las Rozas de Madrid

El canal del Guadarrama fue diseñado en 1785 por el ingeniero de origen francés Carlos Lemaur. Su trazado se detalla en el documento Relación del proyecto de un canal navegable desde el río Guadarrama al Océano, que pasará por Madrid, Aranjuez, La Mancha y Sierra Morena: orden y método para acertar en su ejecución, que se conserva en el Archivo Histórico Militar de Madrid.
Tras la muerte de Lemaur en ese mismo año, sus cuatro hijos consiguieron que el Banco de San Carlos, dirigido en aquel entonces por Francisco Cabarrús, financiara las obras, que se ejecutaban con cargo a la Hacienda Real de Carlos III.
El canal empezó a construirse en 1787, utilizándose como mano de obra a soldados, que fueron reemplazados por prisioneros condenados a trabajos forzados, como medida de abaratamiento de costes, y también trabajadores de los pueblos cercanos a la obra.   La primera fase, comprendía la ejecución de la presa de El Gasco, erigida sobre el río Guadarrama, y de un tramo de 50 km, que conectaba este punto con el Manzanares en Madrid, a la altura del Puente de Toledo, pero solo se construyó una parte de la presa y unos 25 km de canal, desde la presa hasta Las Rozas de Madrid.
En 1799 se puso fin a las obras, tras el derrumbe del paramento de aguas abajo de la citada presa, debido a la presión hidrostática de las filtraciones provocadas por una tormenta. 

### Causas del derrumbe parcial de la Presa
Aunque esta fue la versión oficial de los hechos, la historiadora Teresa Sánchez Lázaro sostiene que la presa estaba mal proyectada, al tiempo que desvincula la autoría de la misma a Carlos Lemaur, atribuyéndosela a dos de sus hijos, Carlos y Manuel.

Esta afirmación parece algo arriesgada y no se basa en cálculos técnicos o al menos no se han demostrado.  La presa tiene un perfil de tipo B (con talud aguas arriba) que puede tener su justificación en el caso de que se previeran movimientos del terreno como los que podría inducir el macizo de Torrelodones en su avance sobre la cuenca sedimentaria del Guadarrama.    El cálculo de estabilidad de una presa "de gravedad" como la presa de El Gasco, con las dimensiones de proyecto, no indican que fuera inviable, aunque sí se puede afirmar que los parámetros de seguridad están muy ajustados, especialmente teniendo en cuenta los conocimientos técnicos de la época en la que se construyó. 

Muchas de las causas posibles del derrumbamiento, no son comprobables en la fecha actual, si bien, algunas de ellas podrían ser comprobadas realizando análisis y ensayos de laboratorio.

Entre las causas probables que sí son comprobables directamente mediante inspección visual, se encuentran las siguientes: 

- Imperfecciones en las caras inferior y superior de las mampostas del muro de soporte aguas-abajo que dificultaban un buen asiento; piedras asentadas con ayuda de guijarros.
- Escasez e irregularidad del mortero de juntas e incluso oquedades en algunas juntas.
- Colocación de mampostas con escasa relación base/altura (piedras poco planas), que propiciaban líneas de ruptura casi verticales.
- Falta de anclaje de los muros transversales en los muros de soporte;  la unión se hacía solo por contacto o por escalonamiento.
- La construcción no se hacía por hiladas horizontales en el conjunto de los muros de soporte más los muros transversales.  Se construían hiladas verticales incluso dentro del propio muro de soporte, separándolas en varias unidades constructivas, unidas posteriormente.
- Acumulación de agua directa y agua intersticial, en las celdas más próximas al muro de soporte, que unida a las tierras de relleno, transformadas en barro y a la probable caída de piedras del relleno, pudo provocar una presión excesiva sobre la parte superior del muro recién construida que originaría su caída.

Resumiendo, es probable que el derrumbe de la presa tenga una causa remota y una causa inmediata.   La causa remota se debe a la mala calidad constructiva del muro de soporte, admitiendo que en este caso tampoco ayudó la construcción casi vertical del muro, carente de un talud apreciable.   En cuanto a la causa inmediata, casi todas las opiniones coinciden en que la acumulación del agua caída durante la tormenta, unida al barro formado por las tierras de relleno de las celdas inmediatas al muro y las piedras de relleno desprendidas, pudieron originar una presión excesiva sobre las últimas filas de mampostas del muro, con juntas aún no fraguadas o poco fraguadas que provocó su derrumbamiento.   Al caer estas mampostas de las últimas filas, a su vez originaron un momento de vuelco sobre las filas inmediatas inferiores, que fueron arrastradas en la caída, dejando el muro en la situación en la que se puede ver actualmente.
La creencia de que la parte del muro que cedió en primer lugar, fue sólo la parte central del muro que aún no tenía las juntas fraguadas, se refuerza por el hecho de que una vez fraguadas las juntas del muro, ninguna tormenta de las caídas en los últimos 200 años, ha conseguido derribar más muro, por mucha agua que se haya acumulado en las celdas de relleno, a pesar de la debilidad actual de este muro roto por su parte central y profundamente agrietado. 

### Consecuencias del derrumbe parcial de la Presa
El derrumbe parcial de una parte del muro aguas-abajo de la presa, ocurrido la noche del 14 de mayo de 1799, fue la excusa que se utilizó para la paralización de las obras, pero en realidad las obras llevaban ya paralizadas o ralentizadas los 10 últimos años.     

El derrumbamiento parcial de la presa de El Gasco y las dificultades técnicas del proyecto, los informes externos negativos sobre la reparación, diversas coyunturas relativas a la falta de disponibilidad de los hermanos Lemaur, el aterramiento de la presa de Valdeinfierno en Murcia que disminuyó su capacidad y aumentaba la presión sobre los muros, el “ruido” hecho por los “dueños de aguas” a quienes la construcción de pantanos y presas perjudicaba sus intereses, y especialmente las dificultades monetarias por las que atravesaba el Banco Nacional de San Carlos (BNSC), fueron los factores que contribuyeron a tomar la decisión de paralizar las obras. 

Pero el derrumbamiento parcial de la presa y las demás causas aludidas, fueron sólo la excusa que sirvió de pretexto para la paralización oficial de las obras.   De hecho, la construcción del Canal ya estaba paralizada desde 1789 (10 años antes), y la construcción de la presa avanzaba a un ritmo excesivamente lento, como demuestra el hecho de que debiendo aportar el Banco de San Carlos más de 9 millones de reales cada año, en los 12 años que duró la construcción de la presa, aportó una cantidad total inferior a 4 millones de reales, menos de la mitad de lo que tenía que haber aportado en un solo año y ello refleja su falta de liquidez. 
En efecto, la Real Cédula del 17 de julio por la que se establecía el curso forzoso de los vales reales tuvo consecuencias fatales que se hicieron sentir de inmediato en el Banco de San Carlos, al que ocasionaron grandes pérdidas, alterando seriamente las finanzas españolas y provocando una desconfianza general en la capacidad económica de la monarquía.    Los vales reales se devaluaron de forma espectacular en 1799, aumentando su depreciación, en números redondos, de un 25% en enero a un 46% en junio.    Esta circunstancia y las restantes medidas económicas adoptadas por el ministro del ramo, Miguel Cayetano Soler, todas desconcertantes y mal acogidas en el momento, originaron una coyuntura especialmente problemática para la hacienda.    
Para el otoño de 1799 los diplomáticos extranjeros en España daban cifras de devaluación de los vales reales, incluso más altas.    Así, el embajador de Prusia, conde de Rhodes, afirmaba en un despacho del 7 de octubre de 1799 que los vales reales (lo que hoy día podríamos asimilar a la deuda pública), estaban por debajo
del 70% de su valor. 

La situación económica en 1799 se caracterizó por la inflación, la falta de medios para llevar a cabo una gestión gubernamental eficaz en materia hacendística y la amenaza de quiebra de la monarquía de Carlos IV. 

Por lo tanto, la crisis financiera de 1799 que ocasionó una falta total de liquidez del Banco de San Carlos fue la causa real de la paralización de las obras del canal del Guadarrama.   En este contexto, algunos sucesos posteriores como el derrumbamiento de la pequeña presa de la Cavina en Aranjuez ocurrido en 1801 y la catastrófica rotura de la presa de Puentes en Lorca, ocurrido en 1802, fueron causas adicionales que mantuvieron la paralización de las obras de la presa de El Gasco y que impidieron su reanudación en los años posteriores. 

Especialmente el derrumbamiento de la presa de Puentes con sus trágicas consecuencias, paralizó o ralentizó las planificaciones hídricas que se llevaron a cabo no sólo en España, sino también en Europa en los años siguientes. 

Pero no hay duda de que las razones principales de que el canal de Guadarrama no se concluyera, fueron la falta de liquidez del Banco de San Carlos debido a la crisis financiera de 1799 y la muerte de Carlos III ocurrida a finales de 1788, ya que era éste su principal valedor (*).
	
(*) Al igual que ocurrió con la paralización de las obras del Canal de Castilla a la caída del Marqués de  la Ensenada.

### Proyectos Posteriores

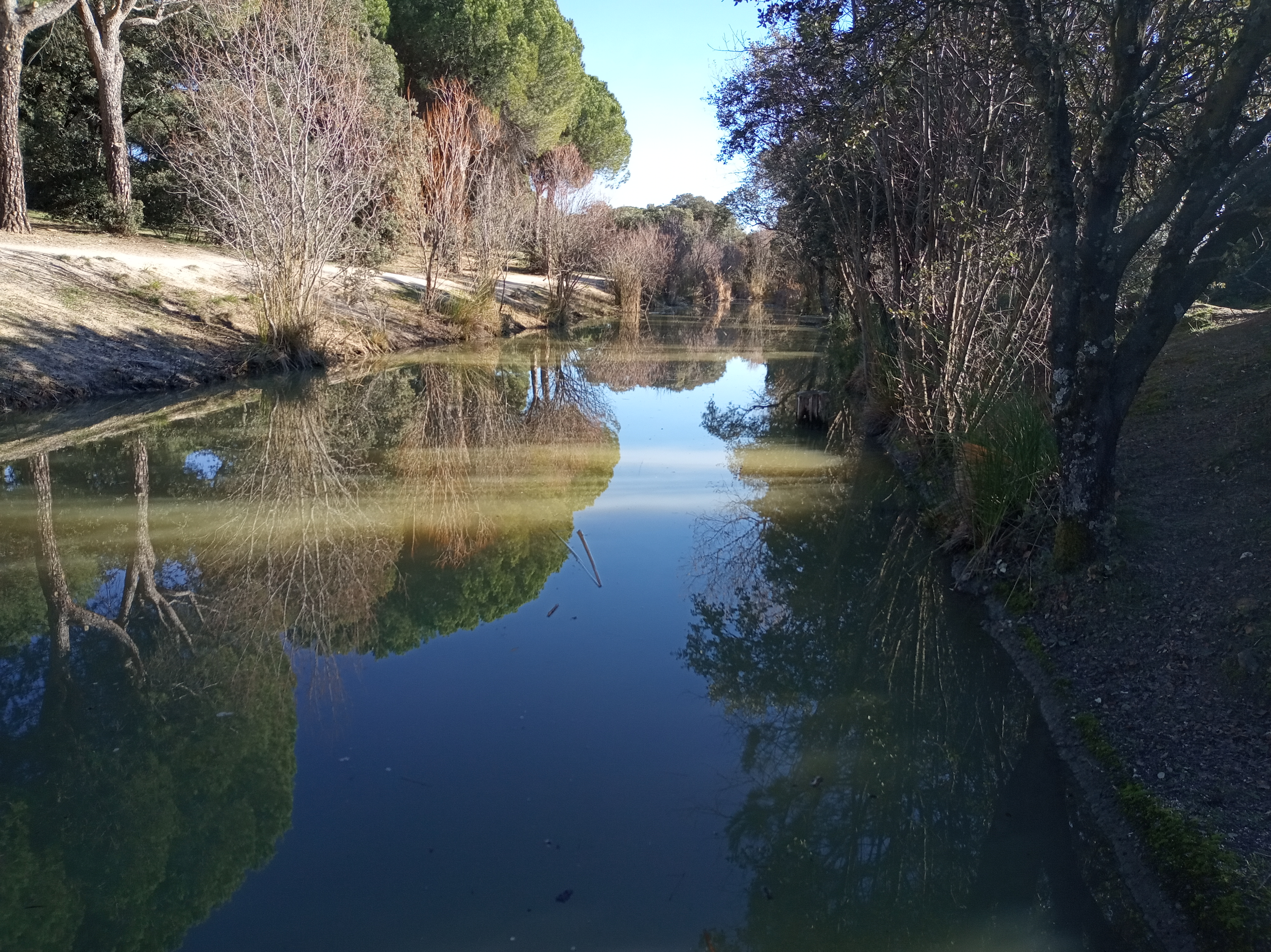
Otro tramo del Canal del Guadarrama en la Dehesa de Navalcarbón, Las Rozas de Madrid

En el siglo XIX se realizaron varios estudios para la posible terminación y aprovechamiento del Canal del Guadarrama.   En la época de Fernando VII se prosiguió la ampliación del canal del Manzanares hasta Vaciamadrid, completando las esclusas desde la quinta hasta la décima. 

En 1818 un informe sobre el Canal del Guadarrama con vistas a su reutilización, describía el estado del Canal diciendo: “ 
Se encuentra abierto desde su origen inmediato a la Presa, hasta cerca del Pueblo de Las Rozas de Madrid en cuyo paraje hay proyectada una esclusa, desde la qual debe empezar el 2º trozo y continuar hasta unirse con el Canal de Manzanares inmediato al Puente de Toledo.”    

En 1821 dos Ingenieros de la Comisión de Caminos y Canales hicieron un nuevo informe sobre la situación del Canal de Guadarrama con el objeto de ver si era viable su rehabilitación, con vistas a traer aguas para regar las poblaciones cercanas a Madrid, aunque también consideraban su posible unión con los canales de Castilla y con otros canales.  

En 1842 bajo la regencia de Espartero, se barajó la posibilidad de retomar el proyecto del Canal del Guadarrama con un trazado diferente, que conectara el Guadarrama directamente con el Jarama.     

En 1863, durante el reinado de Isabel II, un estudio realizado por el ingeniero Rafael López estudia la reutilización del Canal y la reconstrucción de la Presa de El Gasco hasta una altura de 96 m, pero considera que la aparición del ferrocarril, hace que sea innecesario un canal de navegación.  

En 1885, durante la Regencia María Cristina de Habsburgo-Lorena (segunda mujer de Alfonso XII y madre de Alfonso XIII), hubo un intento final de proseguir con las obras del Canal.    El proyecto presentado por Felipe Mora en 1892, para el aprovechamiento del canal, incluía un nuevo pantano en Villalba, complementado con otros pantanos menores y 4 saltos que producirían una potencia eléctrica de 4.000 CV.   Este proyecto que fue el más completo de todos los presentados, incluía la producción de electricidad,  el riego de terrenos en las poblaciones de Las Rozas de Madrid, Aravaca, Húmera, Casa de Campo  Carabancheles y Madrid y como abastecimiento de agua potable para Madrid que por aquel entonces tenía escasez de agua que obligaba a utilizar aguas de mala calidad (aguas turbias).      

El proyecto fue aprobado por la Dirección de Obras Públicas y visado por el Gobierno.   Felipe Mora obtuvo una concesión del Gobierno para su construcción y explotación y se creó una sociedad anónima para conseguir los fondos y gestionarlo.  Este proyecto que estuvo vigente hasta 1896, preveía pedir al Gobierno “la cesión de los terrenos del canal ya construido”entre El Gasco y Las Rozas de Madrid(*). 

```
 
 
 
 * 
Eso demuestra que en esa fecha, el Canal del Guadarrama desde la Presa de El Gasco hasta Las Rozas de Madrid seguía siendo propiedad del Estado.
```

Este proyecto al igual que los anteriores, y muchos otros proyectos realizados en el siglo XIX y principios del siglo XX que pretendían la reutilización del Canal del Guadarrama para riego, nunca llegaron a realizarse.